# Oliver & gänget
Oliver & gänget (engelska: Oliver & Company) är en animerad långfilm från 1988 från Walt Disney Feature Animation.

## Handling
Kattungen Oliver är hemlös i New York, och gör sitt bästa för att överleva. En dag när han är på jakt efter korv, blir han snuvad av den karismatiske Dodger, en lös hund. Oliver följer försikigt efter Dodger hem till en husbåt nere i hamnen där han och ett gäng andra hundar bor tillsammans med sin husse, den halvkriminelle Fagin.
Oliver avslöjar sig, och blir först hatobjekt för samtliga hundar, men senare en i gänget. Fagin har en skuld att betala till gangstern Mr. Sykes. Tillsammans med sina hundar, brukar Fagin stjäla för att få ihop pengar både till sig själv och Sykes.
I ett misslyckat stöldförsök, hamnar Oliver hemma hos Jennifer "Jenny" Foxworth och hennes familj i stadens rikare kvarter. Där får han mer kärlek än någonsin förut. Men banden till Fagin, Dodger och de andra i Gänget finns fortfarande kvar.

## Rollista
| Figur                                           | Originalröst                            | Svensk originalröst (1989) | Svensk omdubb (1997) |
| ----------------------------------------------- | --------------------------------------- | -------------------------- | -------------------- |
| Oliver (orange tabby-kattunge)                  | Joey Lawrence                           | Karl-Johan Hasselström     | Anton Mencin         |
| Dodger (terrier-blandras)                       | Billy Joel                              | Tommy Nilsson              | Jan Johansen         |
| Jennifer "Jenny" Foxworth                       | Natalie Gregory (sång av Myhanh Tran)   | Hanna Ekman                | Emma Iggström        |
| Fagin                                           | Dom DeLuise                             | Philip Zandén              | Roger Storm          |
| Tito (chihuahua)                                | Cheech Marin                            | Richard Carlsohn           | Anders Öjebo         |
| Einstein (grand danois)                         | Richard Mulligan                        | Allan Svensson             | Gunnar Uddén         |
| Francis (bulldog)                               | Roscoe Lee Browne                       | Torsten Wahlund            | Peter Wanngren       |
| Rita (saluki)                                   | Sheryl Lee Ralph (sång av Ruth Pointer) | Sharon Dyall               | Gladys del Pilar     |
| Georgette (pudel)                               | Bette Midler                            | Lill Lindfors              | Meta Roos            |
| Winston, Foxworths butler                       | William Glover                          | Åke Lagergren              | Ingemar Carlehed     |
| Mr. Sykes                                       | Robert Loggia                           | Sten Ljunggren             | Sven Wollter         |
| Roscoe (dobermann-pinscher)                     | Taurean Blacque                         | Douglas Westlund           | Johan Hedenberg      |
| DeSoto (dobermann-pinscher)                     | Carl Weintraub                          | Torsten Wahlund            | Hans Gustafsson      |
| Louie, korvförsäljaren                          | Frank Welker                            | Christer Banck             | Andreas Nilsson      |
| Sångare av "Nånting är på gång i New York City" | Huey Lewis                              | Tommy Nilsson              | Jan Johansen         |

## Om filmen
Filmens manus är löst baserat på Charles Dickens roman Oliver Twist från 1838.
Filmen hade världspremiär den 13 november 1988 i New York, i resten av USA den 18 november samma år.

## Sånger
| Originaltitel                     | Svensk titel                       |
| --------------------------------- | ---------------------------------- |
| Once Upon a Time in New York City | Nånting är på gång i New York City |
| Why Should I Worry?               | Man är väl infödd                  |
| Streets of Gold                   | Gatans guld                        |
| Perfect Isn't Easy                | Stjärnan ni ser är jag             |
| Good Company                      | Du och jag tillsammans             |

## Visning i Sverige
Oliver & gänget hade svensk biopremiär den 1 december 1989.